# معركة مرباط
في التاسع عشر من تموز/يوليو عام 1972 وقعت معركة مرباط حين شنّت عناصر من المقاتلين الشيوعيين هجومًا مسلحًا على موقع تابع للحكومة العُمانية في بلدة مرباط الواقعة ضمن محافظة ظفار جنوب السلطنة، وذلك في خضمّ ما يُعرف بـ«ثورة ظفار». أثناء التمرد، قدّمت المملكة المتحدة دعماً مباشرًا للحكومة العُمانية، التي كانت تخضع لحكم ملكي مطلق، حيث أرسلت وحدات من قوات «القوة الجوية الخاصة» البريطانية (SAS) من أجل تدريب الجنود العُمانيين والمشاركة الفعلية في العمليات القتالية ضد متمردي «الجبهة الشعبية لتحرير الخليج العربي المحتل»، المعروفة محليًا بلقب «العدو».
تمكنت القوات المدافعة عن الموقع من صدّ الهجوم بعد تدخل عدد من طائرات «بي أيه سي سترايكماستر» الهجومية، التابعة لسلاح الجو العُماني، والتي أطلقت صواريخها على مواقع المقاتلين، ما أجبرهم على التراجع والانسحاب من ساحة المعركة. عقب انتهاء المعركة، قامت القوات البريطانية وحلفاؤها بجمع جثث المقاتلين المهاجمين، حيث تم عرض بعضها علنًا كوسيلة لبث الرعب، بهدف ردع العناصر اليسارية الأخرى التي قد تفكر بالانضمام إلى التمرد ضد حكومة سلطنة عُمان.

## المعركة
في تمام الساعة السادسة صباحًا من يوم 19 تموز/يوليو عام 1972، شنّت «الجبهة الشعبية لتحرير الخليج العربي المحتل»، المعروفة محليًا باسم «العدو»، هجومًا مباغتًا على مقر «فريق تدريب الجيش البريطاني» (BATT) التابع لقوات «القوة الجوية الخاصة» (SAS)، والذي كان يقع خارج ميناء مرباط مباشرة، ويضم تسعة جنود بريطانيين من قوات النخبة. شنّت قوات العدو هذا الهجوم وهي على علم بأن الوصول إلى ميناء مرباط لا يمكن أن يتحقّق دون أولاً هزيمة قوة الـSAS التي كانت تحرس مداخل المدينة عند جبل علي، وهو عبارة عن سلسلة من التلال الصحراوية الصغيرة التي تؤدي مباشرة نحو الميناء.
رصد القائد الميداني للموقع، النقيب مايك كيلي، تحرّك موجات من المهاجمين تتقدّم نحو الحصن الدفاعي، إلا أنه في البداية لم يصدر أمرًا بإطلاق النار، معتقدًا أن من يقتربون هم أفراد الحراسة الليلية العائدون من نوبة الحراسة الليلية. كان الحراس الليليون مجموعة من الجنود العُمانيين المتمركزين على المنحدرات القريبة، وتتمثل مهمتهم في رصد تحرّكات عناصر العدو وإبلاغ مقر فريق BATT بها. لكن، عندما أدرك النقيب كيلي أن الحراسة الليلية لا بد أنها قُتلت، أمر رجاله بفتح النيران على المهاجمين. توزّع كيلي وباقي أعضاء الفريق في مواقع دفاعية فوق سطح مقر BATT، خلف متراس رملي، وبدأوا إطلاق النار باستخدام بنادق L1A1 من طراز SLR، في حين تولّى أحد الجنود تشغيل المدفع الرشاش الثقيل من طراز «براوننغ M2HB». في الوقت ذاته، تمركز جنديان آخران على مستوى الأرض، خلف أكياس الرمل، لتشغيل مدفع هاون خفيف من أجل الرد على القصف المعادي. من جهتها، استخدمت قوات العدو بنادق هجومية من طراز AK-47، وقاموا بقصف المنطقة المحيطة بمقر BATT باستخدام قذائف الهاون، مما زاد من شدة الضغط على الموقع. في ظل تصاعد حدة الهجوم، أصدر كيلي أمرًا إلى عامل الإشارة بالاتصال الفوري بمقر قيادة قوات SAS في منطقة أم القريف، وذلك لطلب إرسال تعزيزات عاجلة إلى مرباط.

كان يوجد داخل مقر BATT عددٌ قليل من أفراد «جهاز الاستخبارات العُماني»، إلى جانب وحدة صغيرة من الجنود الباكستانيين، بالإضافة إلى عنصر تابع للاستخبارات العسكرية البريطانية، كان مُعارًا إلى الجهاز العُماني. انضم هؤلاء الأفراد إلى فريق الدفاع على سطح المبنى، حيث شاركوا في إطلاق النار على عناصر «العدو» باستخدام بنادق SLR وأنواع أخرى من الأسلحة الخفيفة. في البداية، أبدى بعض الجنود الباكستانيين ترددًا في المشاركة بالتصدي للهجوم، نظرًا لأن مهامهم ضمن فريق BATT كانت إدارية بالدرجة الأولى، وليست قتالية. إلا أنهم في نهاية المطاف امتثلوا للأوامر التي أصدرها النقيب مايك كيلي والعنصر البريطاني في الاستخبارات العسكرية، وشاركوا في الدفاع عن الموقع.

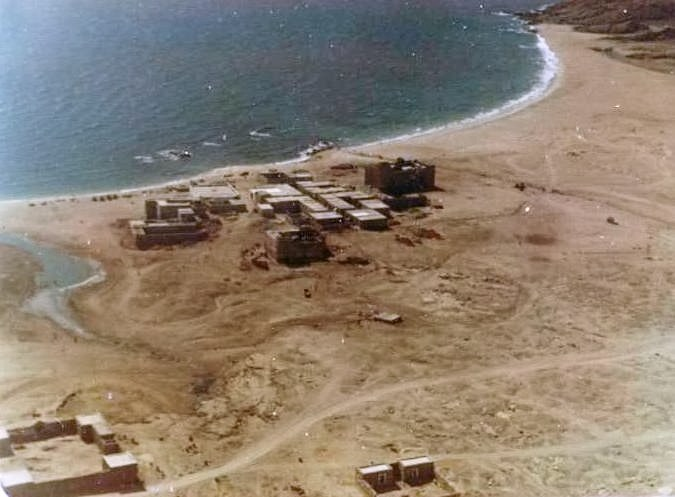
SAS BATT في مرباط

أدرك الرقيب تالاياسي لابالابا أن بنادق SLR لن تكون فعالة بالكامل إلا عندما يقترب عناصر العدو إلى مسافة تقل عن 800 متر، وهي المدى المؤثر لهذا النوع من البنادق. ونظرًا لغياب أي أسلحة ثقيلة أخرى تدعم الدفاع، اتخذ قرارًا جريئًا بالاندفاع نحو مدفع ميداني من طراز «25 باوندر». كان هذا المدفع متمركزًا بجوار حصن صغير مستقل، كان يحرسه تسعة جنود من قوات العمليات الخاصة في الجيش العُماني، إلا أنهم –بحسب الرواية– لم يشاركوا في المعركة حتى تلك اللحظة. كان الشرطي العُماني المكلف بحراسة المدفع قد أُصيب بجراح بالغة، مما جعل تشغيل المدفع أمرًا صعبًا. مع ذلك، نجح الرقيب لابالابا في تشغيل المدفع بمفرده، رغم أنه يتطلّب عادة طاقمًا مكوّنًا من ستة أفراد، وتمكّن من إطلاق قذيفة واحدة في الدقيقة نحو تقدم قوات العدو، مما ساهم في تشتيت انتباههم عن مقر BATT.تلقى النقيب مايك كيلي لاحقًا رسالة لاسلكية من لابالابا تفيد بأنه أصيب بطلقة في وجهه، وكان في حالة حرجة، ويواجه صعوبة في تشغيل المدفع بمفرده. أمام هذا الوضع، طلب كيلي متطوعًا من بين رجاله للذهاب لمساعدة لابالابا. فكان الجندي «سيكونايا تاكافيسي» أول من لبّى النداء وتطوّع للتوجه فورًا لمساندة زميله الجريح.
اندفع الجندي سيكونايا تاكافيسي من مقر BATT تحت غطاء ناري وفّره له رفاقه، في محاولة لتشتيت انتباه قوات العدو وتأمين تقدّمه نحو المدفعية. قطع سيكونايا مسافة تقارب 800 متر تحت وابل كثيف من النيران، حتى بلغ موقع المدفع الميداني. حاول تاكافيسي إسعاف زميله المصاب «تالاياسي لابالابا»، وفي الوقت نفسه بدأ بإطلاق النار على المهاجمين مستخدمًا سلاحه الشخصي، دفاعًا عن الموقع. أدرك سيكونايا أنهما بحاجة إلى دعم إضافي، فحاول تحفيز الجنود العُمانيين المتحصنين في الحصن الصغير للمشاركة. استجاب الجندي العُماني «وليد خميس» للنداء، وخرج من الحصن، تبعه باقي الجنود، وبدؤوا بإطلاق النار من فتحات النوافذ وسطح الحصن باستخدام أسلحة خفيفة. خلال العودة إلى موقع المدفع، أُصيب الجندي العُماني وليد خميس برصاصة من عيار 7.62 ملم في بطنه، وسقط جريحًا. وواصلت قوات العدو زحفها نحو كلٍّ من مقر BATT وموقع المدفعية، مقتربة بشكل كبير. في مرحلة حرجة من الهجوم، اقتربت قوات العدو لدرجة جعلت لابالابا وتاكافيسي يوجهان قذائف المدفع نحو الأهداف على مسافة قريبة جدًا، حتى أنهما أطلقا النار موجهَين مباشرة من سبطانة السلاح. حاول الرقيب لابالابا الزحف نحو مدفع هاون من عيار 60 ملم لتشغيله، لكنه قُتل بعد إصابته برصاصة قاتلة في العنق. أُصيب تاكافيسي هو الآخر برصاصة اخترقت كتفه، كما خدشته رصاصة أخرى من الخلف قرب رأسه، إلا أنه واصل القتال بشجاعة، مطلقًا النار على قوات العدو المتقدمة باستخدام سلاحه الشخصي. في هذه الأثناء، أرسل عامل الإشارة التابع للفريق رسائل عاجلة إلى «قاعدة العمليات الأمامية» لطلب دعم جوي وإخلاء طبي للجنود المتحصنين في موقع المدفعية.

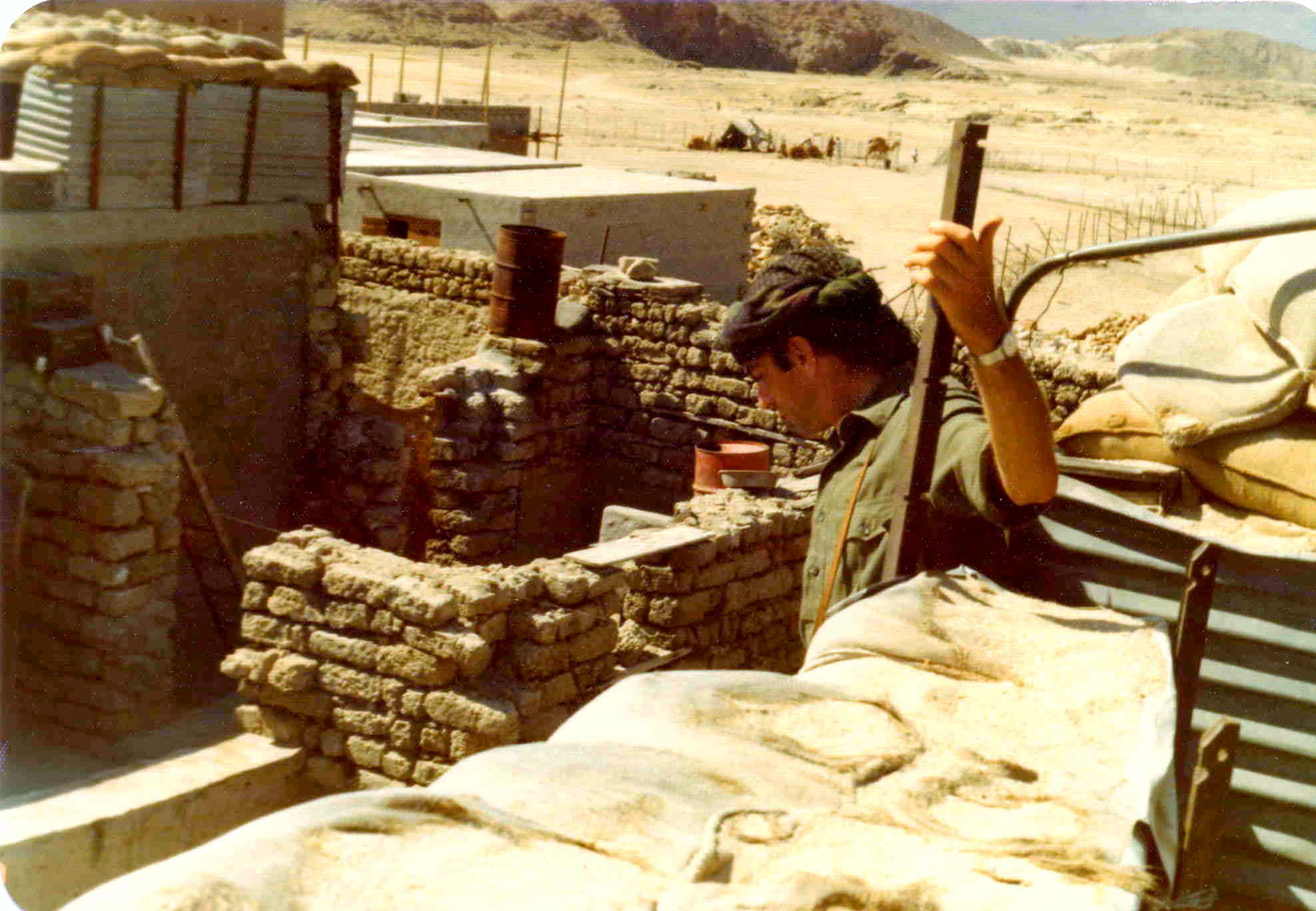
داخل مقر BATT في مرباط

ركض النقيب مايك كيلي برفقة الجندي تروبر توبين نحو موقع المدفعية، في محاولة لدعم الدفاعات المتمركزة هناك. وعند وصولهما، انبطحا خلف المتاريس الرملية لتجنّب النيران المتصاعدة من جانب قوات العدو، والتي كانت تزداد كثافة. واصل الجندي سيكونايا تاكافيسي إطلاق النار على المهاجمين رغم إصابته البليغة، إذ كان قد أُصيب برصاصة في البطن كادت أن تلامس عموده الفقري، إلا أنه ظلّ متكئًا على أكياس الرمل مواصلًا القتال. ألقى عناصر العدو عدّة قنابل يدوية باتجاه الموقع الدفاعي، إلا أن واحدة فقط منها انفجرت، وسقطت خلف المدفع دون أن تُحدث إصابات. خلال مجريات المعركة، حاول الجندي توبين الوصول إلى سلاح الرقيب تالاياسي لابالابا بعد استشهاده، إلا أنه أصيب برصاصة قاتلة في وجهه أثناء تلك المحاولة، وأصيب بجراح بالغة. في تلك اللحظات الحاسمة، وصلت طائرات «سترايكماستر» الهجومية الخفيفة التابعة لسلاح الجو السلطاني العُماني إلى ساحة المعركة، وبدأت بقصف مواقع المهاجمين في منطقة جبل علي، حيث نفذت هجمات منخفضة الارتفاع باستخدام الرشاشات والصواريخ الخفيفة، وذلك بسبب انخفاض مستوى الغيوم. تعرّضت إحدى طائرات سترايكماستر لأضرار نتيجة نيران أرضية أطلقها العدو، ما أجبرها على العودة إلى القاعدة قبل أن تُكمل مهمتها أو تستخدم كامل ذخيرتها. وصلت في وقت لاحق تعزيزات من «السرب G» التابع لقوات الخدمة الجوية الخاصة، وعندها اضطرت عناصر الجبهة الشعبية لتحرير الخليج العربي المحتل إلى الانسحاب، وتم إعلان انتهاء المعركة في حوالي الساعة 12:30 ظهرًا. جرى إجلاء جميع عناصر قوات SAS الجرحى، ونُقلوا لتلقي العلاج الطبي. إلا أن الجندي توبين تُوفي لاحقًا في المستشفى متأثرًا بإصابته البالغة في الوجه.

## بعد المعركة
ويوجد الآن بندقية 25 بوندر (المعروفة الآن باسم «بندقية مرباط») في متحف قوة النيران التي استخدمها الرقيب فيجيان تالاياسي لابالابا خلال الحصار الآن في المدفعية الملكية. وعلى الرغم من أن الجندي لابالابا قد قتل في العمل، إلا أنه عرض شجاعة رائعة من خلال تشغيل السلاح الذي يبلغ طوله 25 قنبلة، وهو سلاح يتطلب عادة من أربعة إلى ستة جنود للعمل. كانت بطولة لابالابا عاملاً رئيسياً في وقف هجوم الجبهة الشعبية لتحرير الخليج العربي المحتل على التمركز، مما يتيح الوقت للوصول إلى التعزيزات. وقد حصل لابالابا على ذكر في الارساليات تكريما له عن أفعاله في معركة مرباط، على الرغم من أن بعض رفاقه قاموا منذ ذلك الحين برفع احتجاجات لكي يحصل على جائزة صليب فيكتوريا وشجاعته وقوته لكنه لم يأخذها.
هذه قائمة بجنود SAS الحاضرين في معركة مرباط في 19 يوليو 1972:
- الكابتن مايك كيلي
- الرقيب «لابا» فيجيان تالاياسي لابالابا (قتل في العمل)
- الرقيب بوب بينيت
- العريف روجر كول
- العريف تايلور لانس
- العريف وارن (المعروف أيضا باسم بيت ويغنال)
- فرقة سيكونيا «تاك» تاكافيسي[5]
- الجندي توماس توبين (توفي من الجروح)
- أوستن هوسي

## وصلات خارجية
- BBC News Article
- Battle of Mirbat 1972, Soldier 'I'